# رایسدورف (تورینگن)
رایسدورف (به آلمانی: Reisdorf) یک منطقهٔ مسکونی در آلمان است که در باد زولزا واقع شده‌است. رایسدورف ۳۱۱ نفر جمعیت دارد.